# Sten Eriksson (Leijonhufvud)
Sten Eriksson (Leijonhufvud), född 15 augusti 1518, död 5 oktober 1568 i Stockholm, var en svensk friherre i ätten Leijonhufvud, militär och ämbetsman.  Han var yngste son till riksrådet Erik Abrahamsson Leijonhufvud d.ä. och Ebba Eriksdotter (Vasa). Han skrev sig först till Loholm, sedan till Gräfsnäs, Upplo och Kägleholm och ägde mer än 200 gårdar i samtliga svea- och götalandskap utom Dalarna. Han var yngre bror till drottning Margareta, Gustav Vasas andra hustru, därigenom morbror till kungarna Johan III och Karl IX.

## Under Gustav Vasa
Sten Eriksson blev krigsråd 1538 och fick 14 december samma år befallning att motta de nyanlända landsknektarna, 19 mars 1539 erhöll han Eskilstuna kloster med underlydande gods i förläning och 1 oktober samma år Västerrekarne härad. Samma år blev han riksråd. Han blev 1540 överstekrigsråd, mönsterherre, samt överste regerings- och sekreterråd och riddare. Han deltog samma år i mötet i Kalmar med de danska sändebuden om en allians. 1541 deltog Sten Eriksson i förhandlingarna i Brömsebro och erhöll samma år Österrekarne härad i förläning. 1542 var han svenskt sändebud till kungen av Frankrike och avslöt traktaten i Montiers sur Saulx och traktaten i Ligny innan han midsommartiden 1543 återkom till Sverige. 1544 blev han mönsterherre, 1545 hövitsman över Småland och förordnades av Gustav Vasa att hålla räfst med bönderna där.
1547 fick han uppdrag att förhandla med bönderna i olika landsändar och att samla och utrusta krigsfolk i landskapen inför ett befarat krig med Danmark. 1549 erhöll han Jönköpings stad och Vista, Tveta, Norra Vedbo, Västra, Östbo och Mo härader i förläning. Samma år fick han överinseendet över krigsfolket i Västergötland, erhöll 1550 Visingsö i förläning och samma år alla Nydala klosters ägor som förläning under sin livstid. 1556 blev han hövitsman på Jönköpings slott och ståthållare över Småland.
I juni 1556 sändes han på diplomatiskt uppdrag till Danmark, och i september samma år till Ryssland. I december samma år utsågs han till överste på Viborgs slott. 1559 var han legat till drottningen av England.

## Under Erik XIV
16 januari 1561 blev han de kungliga prisessornas översteråd och hovmästare. Han blev friherre vid Erik XIV:s kröning 29 juni 1561 (friherre till Gräfsnäs, med kvadrerad sköld sammansatt av ättevapen för Leijonhufvud, Vasa, Natt och Dag samt Lilliehöök). 26 december samma år sändes han som legat till Danmark.
7 juli 1562 blev han föreståndare för hertig Karls hertigdöme. 5 januari 1563 skickades han för att upprätta frieriet mellan Erik och prinsessan Kristina av Hessen, men blev i Danmark kvarhållen under två år tillsammans med sin brorson Erik Abrahamsson (Leijonhufvud), då nordiska sjuårskriget utbröt mellan Sverige och Danmark.
Erik XIV misstänkte honom vid hans frigivning och lät fängsla honom. Han fördes till Uppsala, men lyckades undgå dödsstraffet, i motsats till Sturarna vid Sturemorden. Erik hade enligt sägnen nämligen befallt att endast "herr Sten" skulle skonas, och då knektarna på Uppsala slott var tveksamma om vem kungen menat, Sten Eriksson eller Sten Axelsson Banér, fick bägge behålla livet.
Vid hertigarnas (senare Johan III och Karl IX) uppror övergick han på deras sida och åtog sig tillsammans med Pontus De la Gardie att ta Erik XIV tillfånga i Stockholm. Erik, som var i kyrkan, skyndade till slottet Tre Kronor, och när Sten Eriksson försökte hindra honom i flykten sårades han av en drabant med en hillebard den 29 september 1568, så svårt att han avled en vecka senare (den 5 oktober).
Friherre Sten Eriksson Leijonhufvud blev på sin dödsbädd den 5 oktober 1568, lovad grevlig värdighet av sin systerson hertig Johan, sedermera kung Johan III, och Sten Erikssons änka Ebba Månsdotter (Lilliehöök) ("gref Ebba"), och hennes "efterkommande" fick grevskapet Raseborgs grevskap i förläning.

## Familj
Gift 7 oktober 1548 i Stockholm med Ebba Månsdotter (Lilliehöök) (1529–1609) och fick med henne följande barn:
1. Margareta (1549–1586), trolovad 1585 med riksrådet, friherre Pontus De la Gardie.
2. Edla (1552–1586), gift 1580 med riksrådet och generalkrigsöversten, friherre Mauritz Birgersson Grip.
3. Axel, född i Jönköping 1554 (Axels barn skrev sig Lewenkopf, senare utbytt mot Lewenhaupt).
4. Anna (1558–1599) , gift 1598 med kammarherren Erik Turesson (Bielke) (1564–1599).
5. Mauritz, född 10 september 1559, gift med Amalia von Hatzfeld.
6. Elisabet (1561–1612), gift 1598 med rikskanslern Svante Bielke (1567–1609).
7. Brita (1567–1611), gift 1594 med riksdrotset, greve Magnus Brahe (1564–1633).

Av barnen började de flesta sönerna skriva sig Lewenkopf, senare utbytt mot Löwenhaupt och Lewenhaupt. Döttrarna använde oftast formen Leijonhufvud, då de använde släktnamnet.